# Deportivo Lara
Asociación Civil Deportivo Lara – wenezuelski klub piłkarski z siedzibą w mieście Barquisimeto.

## Historia
Klub założony został w 2006 roku pod nazwą Guaros de Lara Fútbol Club i jako zespół drugoligowy w tym samym roku uzyskał awans do pierwszej ligi po tym, jak pokonał w ostatniej kolejce drużynę Estudiantes Mérida. W sezonie 2007/08 klub sprowadził słynnego reprezentanta Kolumbii René Higuitę, który w wieku 41 lat postanowił wrócić do uprawiania futbolu. W 2009 roku klub zmienił nazwę na Club Deportivo Lara